# Bushnell (Nebraska)
Pour les articles homonymes, voir Bushnell.
Bushnell est un village du comté de Kimball, dans l'État du Nebraska, aux États-Unis. En 2020, il comptait une population de 115 habitants.